# GLAAD
GLAAD（グラード）は、アメリカ国内においてLGBTの人々のイメージに関するメディアモニタリングを行っている非政府組織。2013年3月までの名称は "Gay & Lesbian Alliance Against Defamation"（「中傷と闘うゲイ&レズビアン同盟」）であったが、バイセクシュアルやトランスジェンダーの包括を促すためなどの理由で改名した。

## 歴史
ニューヨーク・ポスト紙が掲載したAIDSについての中傷的かつセンセーショナルな報道に対しての抗議を目的に1985年にニューヨーク市にて設立され、メディア企業によって報道されたホモフォビックな記事に対して是正を求める活動を行っている。発起人に映画研究家のヴィト・ルッソや、元ニューヨーク州芸術評議会職員で、GLAAD最初の執行役員であったグレゴリー・コロヴァコス、ダリル・イエーツ・リスト、アレン・バーネット、ジュエル・ゴメスなど。初期の会合は営業時間後のニューヨーク州芸術評議会など市内の様々な場所で行われていた。後に一部のメンバーは アクトアップ 設立初期のメンバーとなっている 。
ニューヨーク・タイムズ紙は1987年に行われたGLAADとの意見交換の後に、それまで同性愛を表現するために使われていた差別的な意味を含む表現の使用を止めて「ゲイ」を使う編集方針に切り替えた。それに続きAP通信やその他のテレビ局、新聞メディアなどがGLAADの提唱に応じて同様の変更を行った。
ロサンゼルスにも事務所が置かれ、映画産業におけるLGBTの人々の描写について映画会社などと連携を行っている。雑誌『エンターテインメント・ウィークリー』はGLAADをハリウッドにおける最も強力な団体の一つと表現し、ロサンゼルス・タイムズは「メディアへのロビー活動においておそらく最も成功した組織」と表現している。
組織設立直後から5年目までは「Gay and Lesbian Anti-Defamation League」（中傷と闘うゲイ＆レズビアン連盟）の組織名で活動を行っていたが、「名誉毀損防止同盟」（Anti-Defamation League）からのクレームにより「Gay & Lesbian Alliance Against Defamation」に変更を行っている。
GLAADの支部はいくつかの都市に置かれているが、ロサンゼルスはカリフォルニアがエンターテイメント産業を多く抱えているため特に影響力の高い活動が行われている。ニューヨークとロサンゼルスの支部は1994年に合併を行い、その他の支部もそれに続いた。しかしながら毎年行われる『GLAADメディア賞』の授賞式はニューヨーク、ロサンゼルス、サンフランシスコの3箇所で開催されている。

## 活動内容
ジャーナリストや作家、クリエーター達が表現に使う表現の使用やLGBTコミュニティを描写する際の公平的で排他的でない表現などの支援を通じて、メディアにおけるLGBTの人々のポジティブな描写を推奨する活動を行っている。またメディアを通じてLGBTコミュニティや人々の存在を広める活動も行っている。またアクションアラート（団体から人々へのメッセージ）を通じてマシュー・シェパードやブランドン・ティーナ、アンジー・サパタなどヘイトクライムによる殺人事件を公表し、意識喚起やLGBTに向けた包括的な法整備の必要性を訴えている。他にも反同性愛の歌詞やコメンテーターによる反同性愛者擁護発言、異性愛転換の宣伝などへの注意喚起を行っている。
GLAADのメディア分野における活動では、LGBTの権利が認められていない地域のコミュニティや団体向けに講演や地元メディア、ブログやソーシャルメディアなどオンラインメディアを通じた支援を行っている。近年では非白人向けのスポーツ記者やプレスと恊働する部署の設立のほか、ルター派、カトリック、聖公会、モルモン教、ユダヤコミュニティ出身のLGBTを対象とした支援を行っている。
新聞紙面の結婚欄に同性愛カップルも掲載を求めたプロジェクト『Announcing Equality』（等しく知らせよう）では1,000以上の新聞で掲載が行われるようになった。
1998年には『Access Denied』（接続不可）と題したレポートを発表し、フィルタリングソフトによって非ポルノのLGBT関連サイトへのアクセスが遮断されていることで、若年層がセクシャリティに関する情報を得る機会を損なっている問題を批判している。

### GLAAD メディア賞

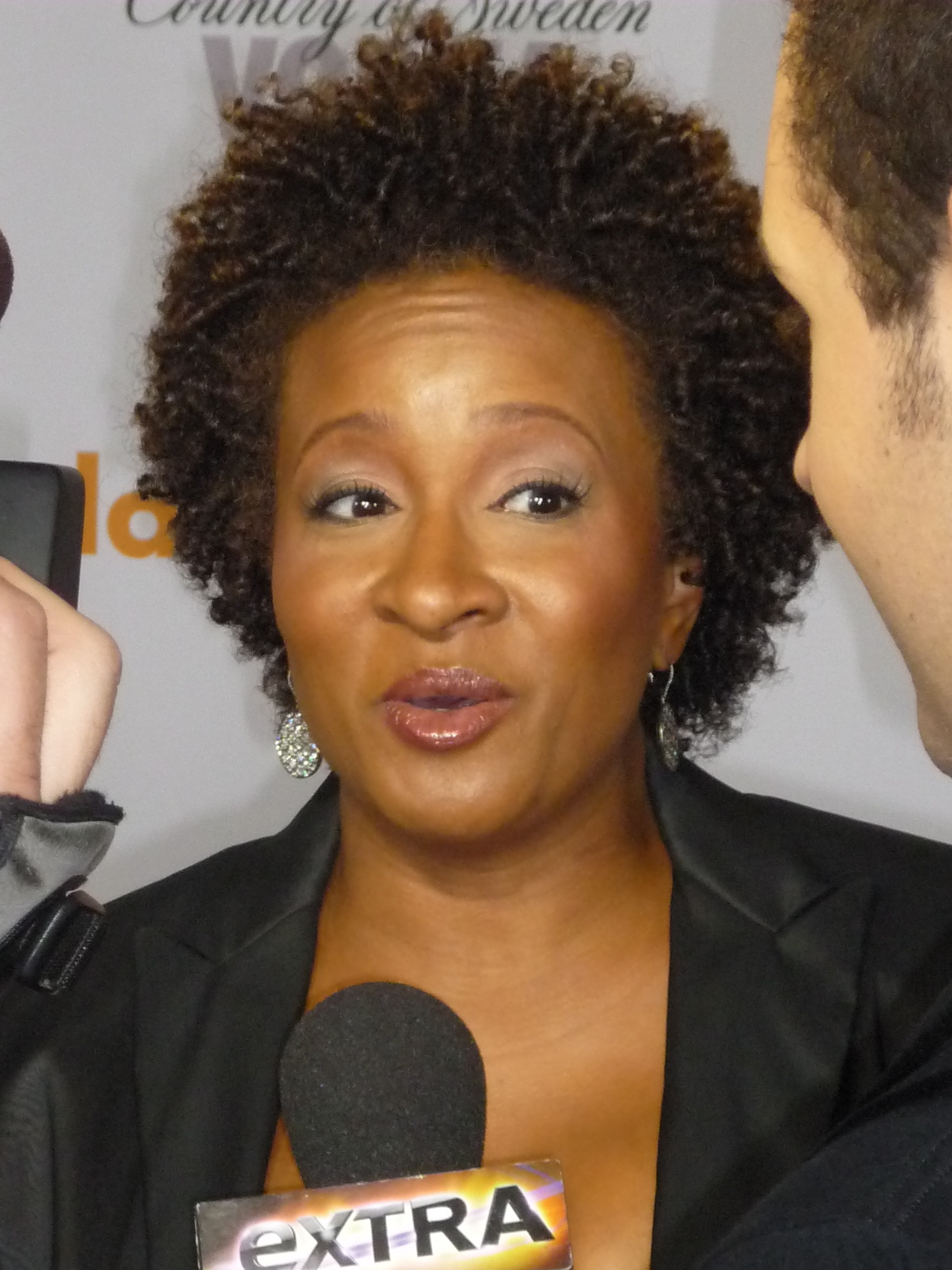
2010年のGLAADメディア賞に出席したワンダ・サイクス。

『GLAADメディア賞』（GLAAD Media Award）はLGBTとコミュニティに対して公平で正確かつ広く影響を与えたメディアを讃えることを目的とした賞で、1990年から行われている。授賞式はニューヨーク、ロサンゼルス、サンフランシスコで毎年開かれている。

## 関連書籍
- Myers, Daniel J.; Daniel M. Cress (2004). Authority in Contention. Emerald Group Publishing. ISBN 0-7623-1037-5